# Przysłop Miętusi
Przysłop Miętusi (1190 m, według wcześniejszych pomiarów 1189 lub 1187 m) – niewielka, szeroka przełęcz pomiędzy Skoruśniakiem i Hrubym Reglem – wzniesieniami oddzielającymi Dolinę Małej Łąki od Doliny Miętusiej i Kościeliskiej w Tatrach Zachodnich. Przełęcz to szerokie i płaskie siodło. Na nim, i na jego zachodnich stokach, znajduje się Miętusia Polana, na której w latach 1933–1986 działało Schronisko Ptasia. Do Doliny Małej Łąki opada spod przełęczy zalesiony Gmiński Żleb.
Przełęcz jest węzłem szlaków turystycznych, dogodnym miejscem odpoczynku i dobrym punktem widokowym. Z przysłopu roztaczają się widoki na Giewont i Czerwone Wierchy z kotłami polodowcowymi Wielkiej i Małej Świstówki oraz wiszącą Doliną Litworową i Mułową, a w kierunku zachodnim – Kominiarski Wierch, Halę Stoły, Zadnią Kopkę. Patrząc w kierunku Doliny Kościeliskiej, można dostrzec wznoszącą się w lesie tuż nad polaną Zawiesistą Turnię. Po północnej stronie, na skraju lasu znajduje się Czerwona Skałka, w której niegdyś wydobywano dobrą rudę żelaza.
Pastwiska na tej polanie otrzymał w roku 1595 od króla Zygmunta III Wazy niejaki T. Miętus z Cichego. W języku Wołochów, którzy rozpowszechnili pasterstwo w Karpatach, słowo prislop oznacza przełęcz.

## Szlaki turystyczne
Ścieżka nad Reglami – z Kuźnic przez Czerwoną Przełęcz, Polanę Strążyską i Wielką Polanę Małołącką na Przysłop Miętusi, skąd dalej do Doliny Kościeliskiej i Chochołowskiej.
- Czas przejścia z Polany Małołąckiej na Przysłop Miętusi: 15 min w obie strony
- Czas przejścia z przełęczy do Doliny Kościeliskiej: 40 min, ↑ 50 min

 – ścieżka od wylotu Doliny Małej Łąki przez Szatrę, Przysłop Miętusi, Kobylarzowy Żleb i Czerwony Grzbiet na Małołączniak (tzw. hawiarska droga).
- Czas przejścia z Gronika na Przysłop Miętusi: 1 h, ↓ 45 min
- Czas przejścia z przełęczy na Małołączniak: 3 h, ↓ 2:15 h

 – szlak z Nędzówki przez Staników Żleb, Jaworzynkę Miętusią i Wyżnie Stanikowe Siodło. Czas przejścia: 1:30 h, z powrotem 1:10 h.

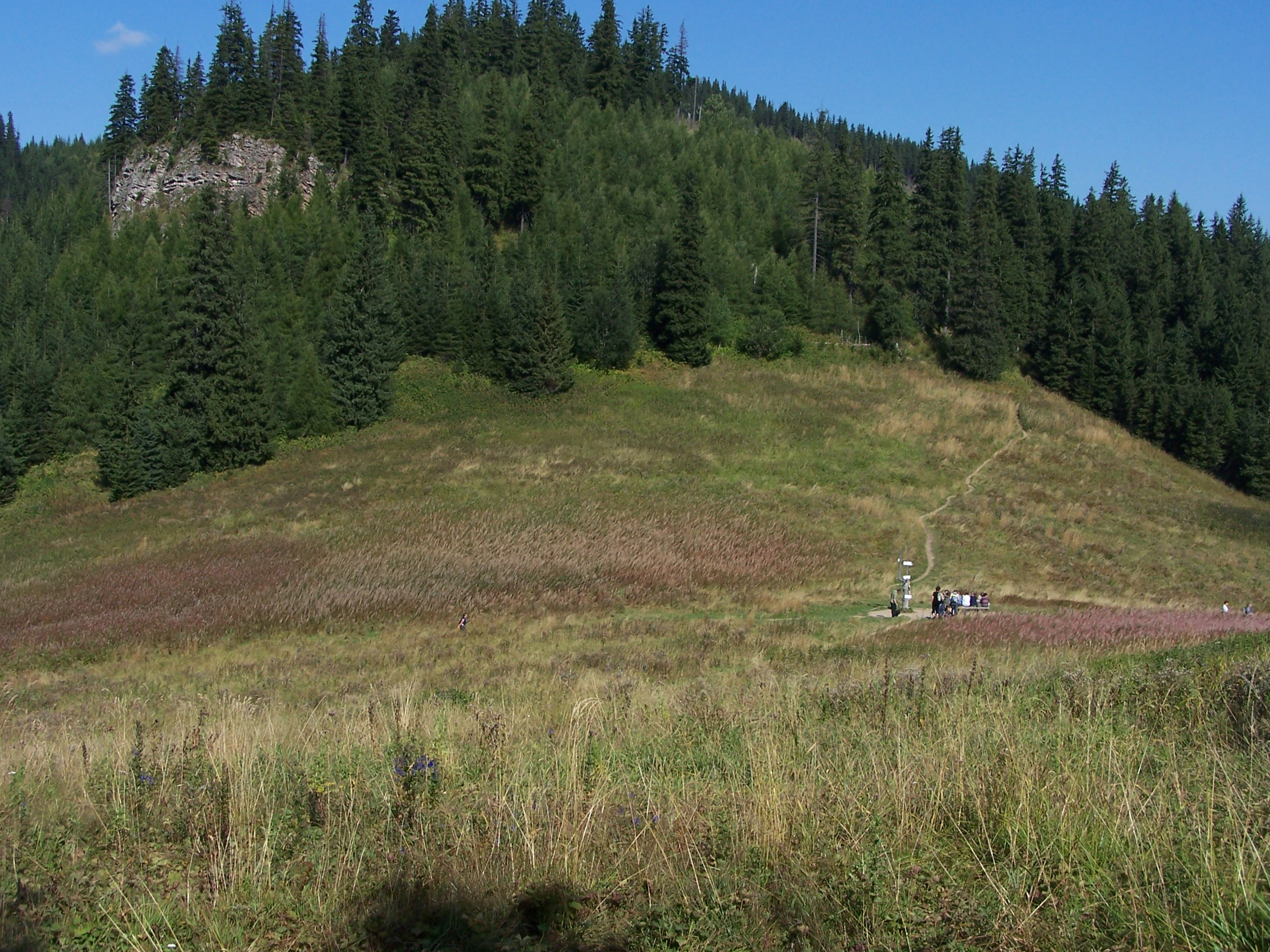
Widok na przełęcz
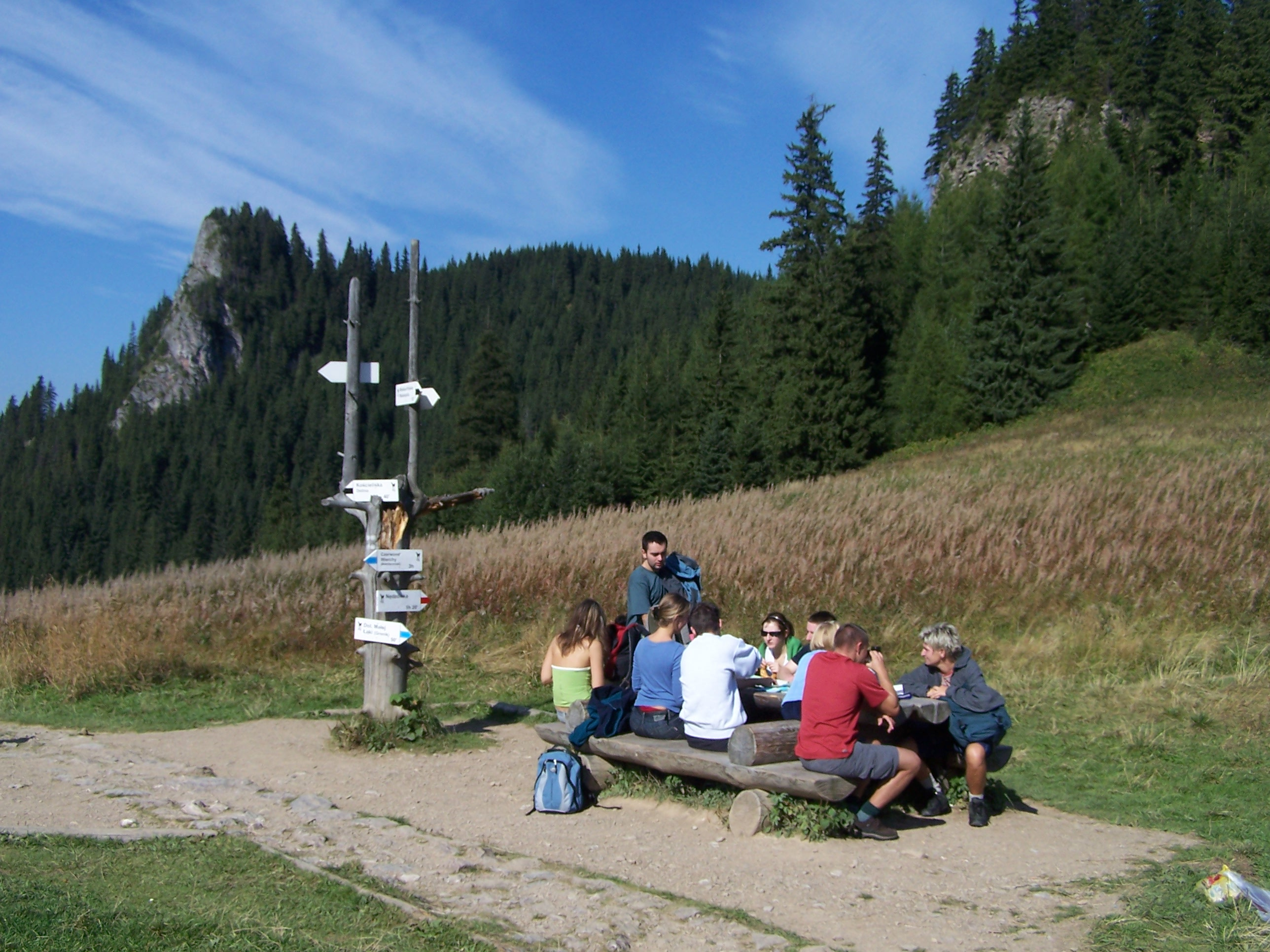
Przysłop Miętusi, Zawiesista Turnia i Czerwona Skałka
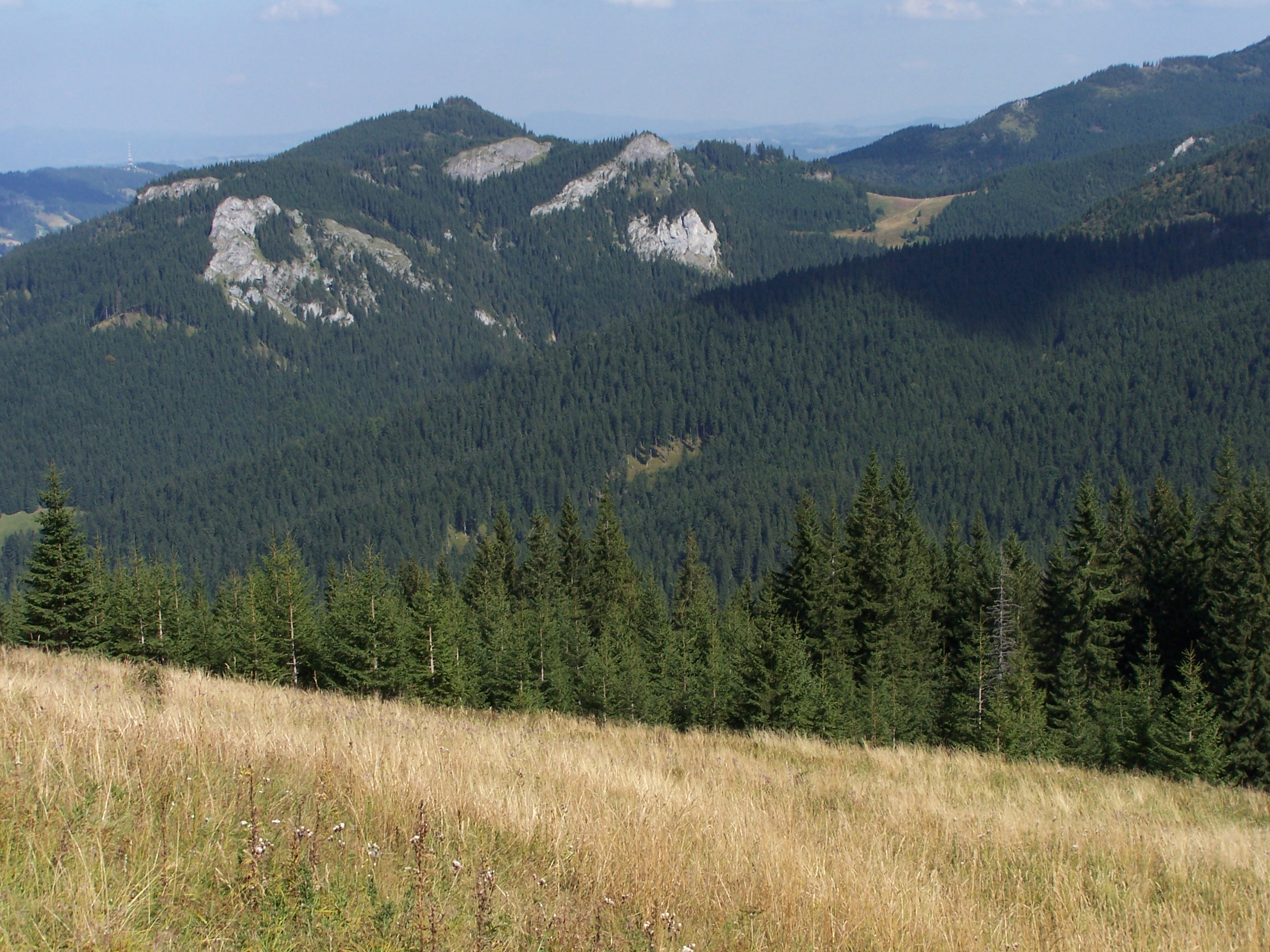
Hruby Regiel i Przysłop Miętusi. Widok z polany Stoły
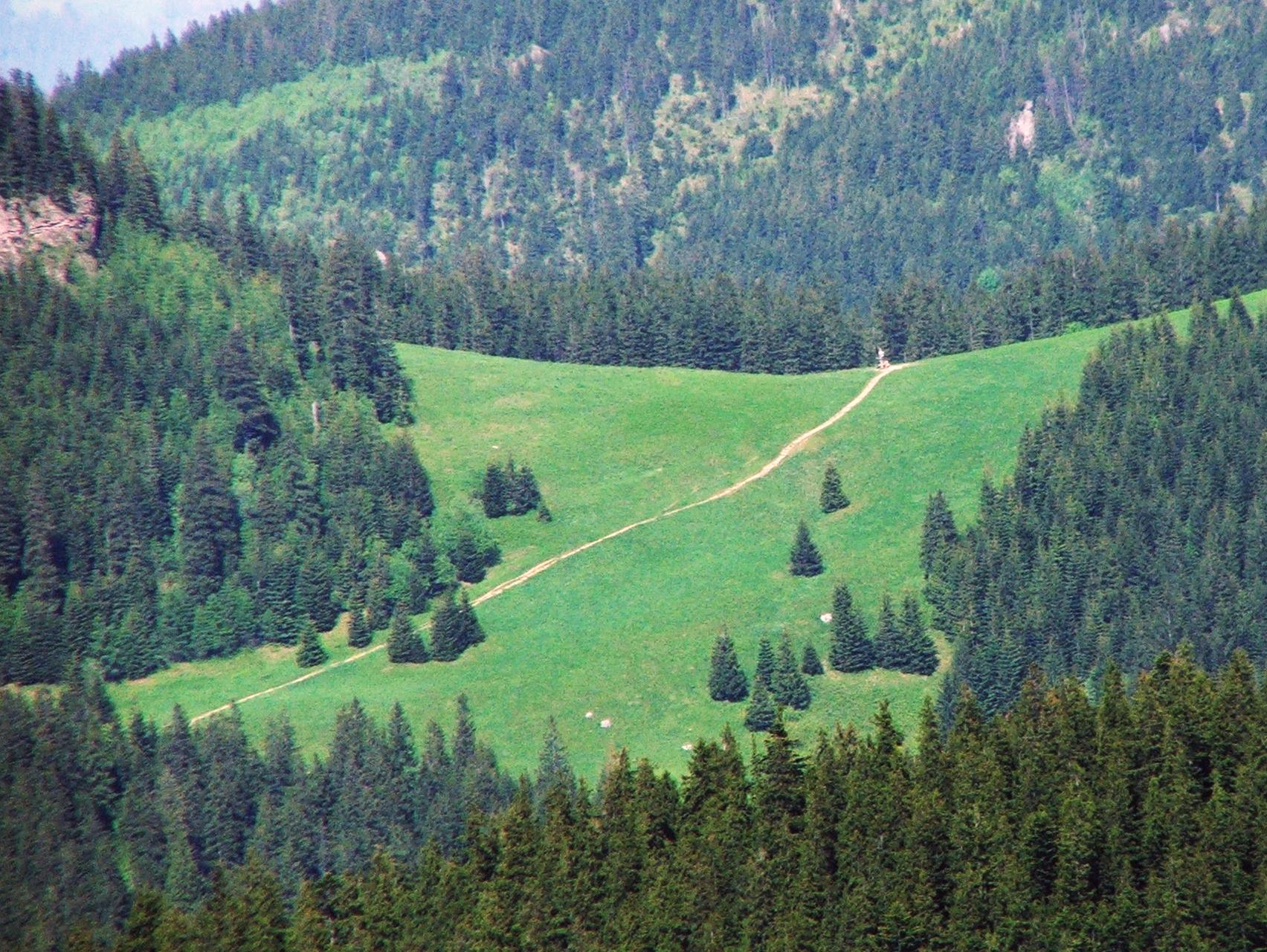